# 薄井ゆうじ
薄井 ゆうじ（うすい ゆうじ、本名：薄井 雄二（ネット名：くじら鳥）、1949年1月1日 - ）は、茨城県出身の小説家。

## 来歴
茨城県立土浦第一高等学校卒業後、日雇い生活などを経て、その後、イラストレーター「たの・かえる」として『週刊プレイボーイ』誌に5年、『夕刊フジ』紙に16年間イラストを掲載。イラストルポやグラフ誌写真取材等を手掛け、広告及び編集プロダクション「株式会社イーハトーブ」を経営。
池袋コミュニティ・カレッジの都筑道夫の創作講座を受講し、1988年「残像少年」で第51回小説現代新人賞受賞。1991年に初の長編『天使猫のいる部屋』を発表。1994年、『樹の上の草魚』 で第15回吉川英治文学新人賞受賞。
筒井康隆、小林恭二、堀晃、佐藤亜紀との5名で、「JALInet」(JAPAN LITERATURE net)を、発起人として創設したことがある。

## 著作
- 『天使猫のいる部屋』徳間書店 1991 のちハルキ文庫
- 『くじらの降る森』徳間書店 1991 のち講談社文庫
- 『樹の上の草魚』講談社 1993 のち文庫
- 『星の感触』講談社 1994 のち文庫
- 『青の時間』文芸春秋 1995 のちハルキ文庫
- 『透明な方舟』講談社 1995 のち光文社文庫
- 『北陸幻夢譚 異界の恋人たち』講談社 1995
- 『雨の扉』光文社 1996 のち光文社文庫
- 『午後の足音が僕にしたこと』マガジンハウス 1996
- 『台風娘』講談社 1996　のち光文社文庫
- 『枕時計の女』実業之日本社 1996
- 『満月物語』ベネッセコーポレーション 1996 のちハルキ文庫
- 『竜宮の乙姫の元結いの切りはずし』1996 講談社文庫
- 『神々のパラドックス』講談社 1997
- 『ゆきをんな』集英社 1997
- 『狩人たち』双葉社 1998 のち文庫
- 『寒がりな虹』角川書店 1998
- 『ドードー鳥の飼育』集英社 1998
- 『社長物語』講談社 1999
- 『十四歳漂流』集英社 1999
- 『創生紀コケコ』マガジンハウス 1999
- 『哀しき玩具』実業之日本社 2000
- 『社長ゲーム』講談社 2000
- 『ストックホルムの鬼』マガジンハウス 2000
- 『湖底』双葉社 2001
- 『12の星の物語』アクセス・パブリッシング 2002
- 『夕海子』アートン 2002
- 『イエティの伝言』小学館 2003 のち文庫
- 『午後の足音が僕にしたこと 傑作小説』2003 光文社文庫
- 『十二支の童話』アクセス・パブリッシング 2003
- 『水の年輪』岩波書店 2004
- 『彼方へ 文庫オリジナル/傑作小説集』2005 光文社文庫
- 『Yebi大王 B.C.3176～B.C.3133』アートン 2006
- 『爺爺ライダー』アートン 2006
- 『享保のロンリー・エレファント』岩波書店 2008

### 翻訳
- スティーヴン・ヤング『本の虫 その生態と病理-絶滅から守るために』アートン 2002
- ポン・ジュノ,シム・ソンボ シナリオ原作『殺人の追憶』超訳 アートン 2004